# Alloclubionoides paiki
Alloclubionoides paiki là một loài nhện trong họ Amaurobiidae.
Loài này thuộc chi Alloclubionoides. Alloclubionoides paiki được miêu tả năm 1999 bởi Ovtchinnikov.